# Геркулоиды
Геркулоиды (англ. The Herculoids) — американский фантастический мультсериал, рассказывающий о жизни на планете Эмзот (во втором сезоне Квазар) человеческой семьи и невероятных существ-геркулоидов.

## Персонажи
- Зендор — главный протагонист сериала. Человек, возрастом около 40 лет, является лидером команды Геркулоидов. Отважен, рассудителен, женат на другой героине Тарре. Внешне напоминает варвара из фентезийных произведений. Вооружен щитом из непробиваемого металла и рогаткой с энергетическими камнями.
- Тарра — жена Зендора, мать Дорно. Как правило играет второстепенную роль в сериале, однако умеет обращаться с оружием и иногда принимает участие в боях.
- Дорно — сын Зендора и Тарры, мальчишка лет 12. Несмотря на свой юный возраст Дорно не редко участвует в схватках с врагами Геркулоидов.
- Зак — фантастический дракон, способный летать в космосе и стрелять энергетическими лучами из глаз и хвоста
- Игу — каменный великан напоминающий гигантскую гориллу. Почти неуязвимый к физическим атакам, холоду и жару; обладает огромной физической силой
- Тандро — восьминогое существо, напоминающее гибрид трицератопса и носорога. Тандро покрыт мощной панцирной бронёй и умеет выстреливать из полого рога энергетические камни.
- Глуп и Глип — бесформенные создания беловато-молочного цвета, способные менять свою плотность, размер и форму. Глип меньший, Глуп больший. Практически неуязвимы к любому негативному воздействию (огонь, лазеры, яды и др.). Несмотря на свою похожесть, в сериале не упоминается являются ли эти существа родственниками

Все геркулоиды-животные не умеют разговаривать на человеческом языке, однако способны проявлять эмоции и понимать речь людей.

## Место действия
Исходя из закадрового описания в заставке мультсериала, действия разворачиваются на некой космичеcкой планете Эмзот. При этом её точные координаты не упоминаются. Внешне поверхность Эмзота напоминает ту, которую обычно отражают в кинолентах о динозаврах (каменистые пейзажи, вулканы, обилие тропической растительности). На Эмзоте проживает множество форм жизни, кроме самих Геркулоидов, в том числе разумных, многие из которых недружелюбны к Зендору и Геркулоидам (например, люди-попугаи, люди-кроты, люди-пауки и пр.)
Помимо этого на Эмзоте есть несколько человеческих общин, уровень развития которых относится к периоду бронзового века на Земле

## Издания
После выхода на американском ТВ в 1967 году, сериал неоднократно возвращался в эфир. Так в восьмидесятых годах шоу Геркулоидов было объединено с шоу других популярных супер-героев от Ханны-Барберры, и вышло под названием «Звезды космоса» («Space Stars»). В 2013 году данный цикл историй был издан на DVD.
Оригинальные сезоны 1967 г. (первый) и 1981 г. (второй) были выпущены фирмой Ворнер Бразерс на DVD 14 июня 2011 года